# Saturday Night Slam Masters
Saturday Night Slam Masters (マッスルボマー ザ・ボディー・エクスプロージョン?, Muscle Bomber - The Body Explosion) è un videogioco arcade del 1993 sviluppato e pubblicato da Capcom. Picchiaduro a incontri multidirezionale, è il primo titolo della serie di videogiochi sportivi dedicati al wrestling Slam Masters.
Per differenziarsi dagli altri picchiaduro del tempo, tra cui Fire Pro Wrestling, l'azienda nipponica ha ambientato il suo titolo nell'universo di Street Fighter e Captain Commando. Il character design è affidato al mangaka Tetsuo Hara, noto per Ken il guerriero. Nel gioco è inoltre presente come personaggio giocante un protagonista di Final Fight, Haggar.
Del videogioco sono state realizzate conversioni per Super Nintendo Entertainment System e Sega Mega Drive. Il gioco ha ricevuto un aggiornamento dal titolo Muscle Bomber Duo: Ultimate Team Battle e un seguito denominato Ring of Destruction - Slam Masters II.

## Modalità di gioco
Saturday Night Slam Masters presenta in primis due differenti modalità di gioco: la modalità "Single Match", nella quale il giocatore deve scegliere uno tra otto differenti wrestler e ha lo scopo di sconfiggere gli altri sette più due boss non selezionabili (Jumbo Flapjack e The Scorpion) in sfide uno-contro-uno per ben due volte (quindi un totale di 18 incontri), e la modalità "Team Battle Royale", nella quale il giocatore sceglie una coppia di lottatori tra i dieci disponibili e deve sconfiggere i team rivali: in questo caso non si tratta del classico tag team match ma bensì i quattro lottatori sono contemporaneamente sul ring a lottare e vince la squadra che elimina per prima entrambi gli avversari; il giocatore controlla solamente il primo lottatore selezionato e se costui viene eliminato ma il compagno resta sul ring il match termina comunque con risultato "no contest".
Lo scorrimento del gioco è multidirezionale, e si hanno a disposizione tre pulsanti: con il primo si afferra l'avversario per tentare una tecnica di presa, con il secondo si sferrano colpi e con il terzo si salta.
È possibile vincere per schienamento dell'avversario, per resa dell'avversario causa presa di sottomissione o per l'eccessivo protrarsi della situazione nella quale l'avversario rimane fuori dal ring.

## Roster
- Biff Slamkovitch (アレクセイ・ザラゾフ?, Aleksey Zalazof)

Face russo, è il protagonista del gioco; come Gunloc, è un allievo di Mike Haggar e ha un qualche rapporto con Zangief della serie Street Fighter, in quanto lo cita durante il gioco come "compagno Zangief" e i due hanno in comune alcune tecniche che realizzano in modo totalmente identico, come il dropsault. Nato a Mosca, nella versione statunitense viene indicato come proveniente da "Kiev, Russia", benché Kiev non si trovi in Russia ma in Ucraina; fa un cameo nello scenario di Ken in Street Fighter Alpha 2.
- Gunloc (ラッキー・コルト?, Lucky Colt)

Wrestler di Miami, è il comprotagonista del gioco ed amico/rivale di Slamkovitch, in quanto anche Gunloc è allievo di Haggar. La filiale statunitense della Capcom ha creato un intreccio tra Gunloc e Guile della serie Street Fighter, probabilmente dovuto ad una somiglianza estetica tra i due combattenti, e addirittura nel videogioco Street Fighter: The Movie è presente un personaggio di nome Blade che si rivela essere in realtà Gunloc, fratello di Guile, infiltratosi nelle file dell'esercito di M. Bison.
- Mike Haggar

Protagonista di Final Fight, Haggar è un venerato maestro del wrestling nel mondo Capcom. Le vicende narrate in Saturday Night Slam Masters sono precedenti a quelle di Final Fight e nel gioco in questione Haggar è un wrestler professionista, mentre più tardi si ritirerà e diverrà sindaco di Metro City (storia simile a quella di Jesse Ventura); nel gioco è presente anche la figlia Jessica, che festeggia con il padre le vittorie. La sua trademark move è lo spinning clothesline che lo caratterizza anche in Final Fight; inoltre è in grado di eseguire anche lo spinning piledriver di Zangief, personaggio di Street Fighter II.
- Alexander the Grater (シープ・ザ・ロイヤル?, Sheep the Royal)

Wrestler originario di Melbourne (nella versione statunitense proviene dal Kentucky); ha uno stile di combattimento più sbilanciato sulla potenza, ed è chiaramente ispirato da Big Van Vader, del quale porta anche una maschera simile a quella da Mammut che portava Van Vader prima di iniziare l'incontro. Il nome per la versione occidentale è probabilmente un omaggio ad Alessandro il Grande. Curiosamente già in precedenza la SNK propose tra i personaggi della propria serie di picchiaduro Fatal Fury un wrestler australiano ispirato a Big Van Vader, ovvero Raiden (Fatal Fury) e Big Bear (Fatal Fury 2).
- El Stingray (エル・スティンガー?, El Stinger)

Luchador messicano dotato di un'incredibile agilità. È originario di Acapulco ed è ispirato dai lottatori Lizmark e The Blue Blazer.
- The Great Oni (ミステリアス・ブドー?, Mysterious Budo)

Altro agilissimo lottatore ed esperto di arti marziali, The Great Oni deve il suo nome al noto lottatore The Great Mutah e al fatto che indossa una maschera da Oni che richiama lo stile del kabuki nipponico. Proviene da Kamakura.
- King Rasta Mon ("ミッシングIQ" ゴメス?, "Missing IQ" Gomes)

Personaggio dall'aspetto selvaggio, ha come migliore amico una scimmia di nome Freak; il disegno di King Rasta Mon è ripreso da quello iniziale del personaggio Blanka di Street Fighter II, il quale inizialmente doveva avere un aspetto da cavernicolo, anche se la Capcom optò in seguito per un aspetto più bestiale: non a caso tra le mosse di King Rasta Mon c'è il morso, tecnica utilizzata proprio da Blanka. Esteticamente, nel nome utilizzato in Giappone, il personaggio sembrerebbe ispirato al personaggio Missing Link del videogioco Vendetta della Konami, il quale a sua volta è ripreso dal wrestler Bruiser Brody.
- Titanic Tim (タイタン・ザ・グレート?, Titan the Great)

Il più grosso e lento dei lottatori della federazione, proviene da Wigan. Era il compagno di tag team di Birdie, personaggio di Street Fighter, con il quale formava i 500 Trillion Powers (parodia dei The Mega Powers, team formato da Hulk Hogan e Randy Savage). È ispirato a wrestler particolarmente alti come Giant Baba o Giant Gonzàlez.
- Jumbo Flapjack (キマラ・ザ・バウンサー?, Kimala the Bouncer)

Con un passato di rissoso e sanguinario barista, Jumbo è il braccio destro di The Scorpion e un temibile avversario. Proviene da Chicago, ma nella versione americana del gioco è un canadese di Hosevile, forse come tributo al wrestler Canadian Earthquake, fisicamente molto simile a Jumbo. Il nome della versione occidentale è un possibile omaggio al wrestler giapponese Jumbo Tsuruta, mentre il nome della versione giapponese potrebbe riferirsi a Kamala.
- The Scorpion (アストロ? The Astro)

Avversario finale del gioco, principale heel e leader della federazione BWA di wrestling; sebbene la sua provenienza sia sconosciuta, è chiaramente un luchador ispirato a Tinieblas, uno dei primi lottatori messicani a lottare in Giappone, in quanto mise piede nel paese del Sol Levante già nel 1974.
Il wrestler che appare nella schermata d'introduzione del gioco con un diadema in fronte e che strappa la propria canotta è presente nel seguito Ring of Destruction: Slam Masters II come un personaggio selezionabile di nome Victor Ortega.

## La serie
1. Saturday Night Slam Masters (1993)
2. Muscle Bomber Duo (1993)
3. Ring of Destruction: Slam Masters II (1994)

### Muscle Bomber Duo
Lo stesso anno la Capcom pubblicò una sorta di aggiornamento di Saturday Night Slam Masters dal nome Muscle Bomber Duo (sottotitolato Heat Up Warriors in Giappone e Ultimate Team Battle all'estero): in questa versione è presente la sola modalità a squadre due contro due ed è possibile veder lottare contemporaneamente un personaggio con o contro il proprio sosia.
Sebbene sia possibile creare una squadra selezionando due qualsiasi dei dieci lottatori a disposizione, determinate coppie "ufficiali" sono identificate da un nome che compare a video, ovvero:
- Hyper Cannons, formata da Biff Slamkovitch e Gunloc; viene citata nel finale di Hugo in Street Fighter III: 2nd Impact.
- Exotic Warriors, formata da King Rasta Mon e The Great Oni.
- Deadly Brothers, formata da Titanic Tim e El Stingray.
- Knuckle Busters, formata da Mike Haggar e Alexander the Grater.
- Silent Assassins, formata da The Scorpion e Jumbo Flapjack.

La differenza principale rispetto al titolo originale è la diversa disposizione dei controlli, in Muscle Bomber Duo il tasto pin è stato sostituito da un tasto grab rendendo più semplice il sistema di prese.